# Alfred Rahlfs
Alfred Rahlfs, vollständig Otto Gustav Alfred Rahlfs  (* 29. Mai 1865 in Linden bei Hannover; † 8. April 1935 in Göttingen) war ein evangelischer Theologe. Er war der wichtigste Vertreter der modernen textkritischen Erforschung der Septuaginta, der griechischen Übersetzung des Alten Testaments.

## Leben und Wirken
Alfred Rahlfs wurde als ältester Sohn des Lehrers und Sängers George Rahlfs und seiner Frau Ottilie (geb. Brüel) geboren.
Alfred Rahlfs war Schüler von Paul Anton de Lagarde, bei dem er an der Universität Göttingen Theologie und Orientalistik studierte. 1887 wurde Rahlfs in Göttingen zum Dr. phil. promoviert. Ab 1901 war er dort Professor für Altes Testament, zunächst als Extraordinarius, ab 1919 als ordentlicher Professor. 1918 wurde er zum ordentlichen Mitglied der Göttinger Akademie der Wissenschaften gewählt.
Auf Anregung seines Lehrers de Lagarde begann Rahlfs mit der Arbeit an der ersten wissenschaftlich-kritischen Ausgabe der Septuaginta. Um den großen wissenschaftlichen und logistischen Aufwand einer solchen Ausgabe bewältigen zu können, gründete er 1907 zusammen mit dem Alttestamentler Rudolf Smend das Göttinger Septuaginta-Unternehmen. Unter der Leitung von Rahlfs (1908–1934) wurden hier die Grundlagen für die kritische Ausgabe gelegt. Zur Ordnung der in Göttingen fotografierten und mikroverfilmten Handschriften führte Rahlfs die Rahlfs-Nummern ein, die sich als internationaler Standard durchgesetzt haben. 
Noch zu seinen Lebzeiten konnte das Septuaginta-Unternehmen die ersten drei Bände der kritischen Ausgabe (Psalmi cum Odis, Ruth, Genesis) veröffentlichen. Das Projekt wurde bis 2015 durch das Akademienprogramm der Union der Akademien der Wissenschaften gefördert und wurde bzw. wird durch Folgeprojekte fortgesetzt. Bis 2015 sind mit 24 Bänden etwa zwei Drittel der geplanten Editionen erschienen.
Eine solche Ausgabe entspricht nicht nur der kaum zu überschätzenden geistes- und kulturgeschichtlichen Bedeutung der Septuaginta, sondern ist auch für die Erforschung des hebräischen Urtextes von grundlegender Bedeutung.

## Schriften
Schwerpunkt der zahlreichen Veröffentlichungen von Alfred Rahlfs bilden Studien zur Septuaginta. Durch seine intimen Kenntnisse des Handschriftenmaterials haben seine Aufsätze bis heute Einfluss auf die Textkritik und die Erforschung der Textgeschichte der Septuaginta.
Von großer Bedeutung ist die Handausgabe der Septuaginta, die Rahlfs 1935 herausgab und die bis heute immer wieder nachgedruckt wurde. Mit dieser Handausgabe trug Rahlfs der Tatsache Rechnung, dass sich das Erscheinen der großen Göttinger Ausgabe über viele Jahrzehnte hinziehen würde (und bis heute nicht abgeschlossen ist). Die Handausgabe von Rahlfs ist zum Standardwerk geworden und wird erst nach Vorliegen aller Bände der großen Göttinger Ausgabe durch ein Nachfolgewerk ersetzt werden können.
- Die Berliner Handschrift des sahidischen Psalters. Vandenhoeck & Ruprecht, Göttingen, Reprint der Auflage von 1901, ISBN 978-3-525-82012-4 (Abhandlungen der Akademie der Wissenschaften zu Göttingen. Philologisch-Historische Klasse Neue Folge, Band 004,4).
- Verzeichnis der griechischen Handschriften des Alten Testaments, für das Septuaginta-Unternehmen aufgestellt. Göttingen 1914 (Mitteilungen des Septuaginta-Unternehmens Band 2); Textarchiv – Internet Archive.
- (Hrsg.): Das Buch Ruth griechisch als Probe einer kritischen Handausgabe der Septuaginta. Privileg. Württ. Bibelanstalt, Stuttgart 1922; uibk.ac.at
- Göttinger Akademie der Wissenschaften (Hrsg.): Vetus Testamentum Graecum auctoritate Academiae Scientiarum Gottingensis editum. Vandenhoeck & Ruprecht, Göttingen 1931ff.
- (Hrsg.): Septuaginta, id est Vetus Testamentum Graece iuxta LXX interpretes; Stuttgart 1935, zahlreiche Neuauflagen, zuletzt Editio altera quam recognovit et emendavit Robert Hanhart. Stuttgart 2006. Septuaginta-Ausgabe
- Septuaginta-Studien, Band 1-3. Vermehrt um einen Aufsatz aus dem Nachlass. Vandenhoeck & Ruprecht, Göttingen 1965.
- mit Detlef Fraenkel: Verzeichnis der griechischen Handschriften des Alten Testaments. Band I, 1: Die Überlieferung bis zum VIII. Jahrhundert (= Septuaginta. Vetus Testamentum Graecum. Supplementum). Vandenhoeck & Ruprecht, Göttingen 2004, ISBN 3-525-53447-7